# Hanna Jaltner
Hanna Maria Jaltner, född den 16 juni 1976 i Stockholm, är en före detta svensk bröstsimmare.

## Simkarriär
Hanna Jaltner slog igenom 1992, då hon tog ett SM-guld på favoritdistansen 100 meter bröstsim. Det ledde till en plats i landslaget året därpå och till en karriär som varade i drygt åtta år. Höjdpunkter i karriären blev tre VM-finaler på 100 meter bröstsim, två brons och ett silver i EM (en bronsmedalj individuellt och en silver och en bronsmedalj i lagkapp) samt 16 SM-guld. 1994 slutade hon totaltrea i världscupen bland alla bröstsimmare på damsidan. Hon deltog också i Olympiska sommarspelen 1996 i Atlanta, Georgia på 100 meter bröstsim och i lagkappen 4x100 meter medley. I försöken på det individuella loppet slog hon ett svenskt rekord som höll sig i fyra år. 1997 fick hon ett stipendium och flyttade till San Francisco för att kombinera simning och studier vid Berkeley-universitetet (UC Berkeley of Californias simlag). Hemmaklubb i Sverige var Växjö SS till 1999, då hon gick till Trelleborgs SS.

## Efter simningen
Efter simkarriären valde hon att bo kvar i Kalifornien och har arbetat på advokatbyrå, skivbolag, vingård och bank. Hanna Jaltner är gift med Richard Scramaglia och paret bor i Healdsburg, Kalifornien, USA.